# Grand Prix Formule 1 van San Marino 1981
De Grand Prix Formule 1 van San Marino 1981 werd gehouden op 3 mei 1981 in Imola.

## Uitslag
| Positie | Nummer | Rijder                | Team            | Ronden | Tijd/Opgave      | Startplaats | Punten |
| ------- | ------ | --------------------- | --------------- | ------ | ---------------- | ----------- | ------ |
| 1       | 5      | Nelson Piquet         | Brabham-Ford    | 60     | 1:51:23.97       | 5           | 9      |
| 2       | 29     | Riccardo Patrese      | Arrows-Ford     | 60     | + 4.58           | 9           | 6      |
| 3       | 2      | Carlos Reutemann      | Williams-Ford   | 60     | + 6.34           | 2           | 4      |
| 4       | 6      | Héctor Rebaque        | Brabham-Ford    | 60     | + 22.89          | 13          | 3      |
| 5       | 28     | Didier Pironi         | Ferrari         | 60     | + 25.87          | 6           | 2      |
| 6       | 8      | Andrea de Cesaris     | McLaren-Ford    | 60     | + 1:06.61        | 14          | 1      |
| 7       | 27     | Gilles Villeneuve     | Ferrari         | 60     | + 1:41.97        | 1           |        |
| 8       | 16     | René Arnoux           | Renault         | 59     | + 1 Ronde        | 3           |        |
| 9       | 14     | Marc Surer            | Ensign-Ford     | 59     | + 1 Ronde        | 21          |        |
| 10      | 7      | John Watson           | McLaren-Ford    | 58     | + 2 Rondes       | 7           |        |
| 11      | 33     | Patrick Tambay        | Theodore-Ford   | 58     | + 2 Rondes       | 16          |        |
| 12      | 1      | Alan Jones            | Williams-Ford   | 58     | + 2 Rondes       | 8           |        |
| 13      | 10     | Slim Borgudd          | ATS-Ford        | 57     | +3 Rondes        | 24          |        |
| NC      | 25     | Jean-Pierre Jabouille | Ligier-Matra    | 45     | Niet geklasseerd | 18          |        |
| NF      | 17     | Eliseo Salazar        | March-Ford      | 38     | Spin             | 23          |        |
| NF      | 4      | Michele Alboreto      | Tyrrell-Ford    | 31     | Botsing          | 17          |        |
| NF      | 32     | Beppe Gabbiani        | Osella-Ford     | 31     | Botsing          | 20          |        |
| NF      | 23     | Bruno Giacomelli      | Alfa Romeo      | 28     | Botsing          | 11          |        |
| NF      | 3      | Eddie Cheever         | Tyrrell-Ford    | 28     | Botsing          | 19          |        |
| NF      | 22     | Mario Andretti        | Alfa Romeo      | 26     | Versnellingsbak  | 12          |        |
| NF      | 20     | Keke Rosberg          | Fittipaldi-Ford | 14     | Motor            | 15          |        |
| NF      | 26     | Jacques Laffite       | Ligier-Matra    | 7      | Ophanging        | 10          |        |
| NF      | 15     | Alain Prost           | Renault         | 3      | Versnellingsbak  | 4           |        |
| NF      | 31     | Miguel Angel Guerra   | Osella-Ford     | 0      | Ongeluk          | 22          |        |
| NQ      | 30     | Siegfried Stohr       | Arrows-Ford     |        |                  |             |        |
| NQ      | 18     | Derek Daly            | March-Ford      |        |                  |             |        |
| NQ      | 9      | Jan Lammers           | ATS-Ford        |        |                  |             |        |
| NQ      | 21     | Chico Serra           | Fittipaldi-Ford |        |                  |             |        |
| NQ      | 36     | Derek Warwick         | Toleman-Hart    |        |                  |             |        |
| NQ      | 35     | Brian Henton          | Toleman-Hart    |        |                  |             |        |
| W       | 11     | Elio de Angelis       | Lotus-Ford      |        |                  |             |        |
| W       | 12     | Nigel Mansell         | Lotus-Ford      |        |                  |             |        |

## Statistieken
| Pole-position | Gilles Villeneuve | Ferrari | 1:34.523 |
| Snelste ronde | Gilles Villeneuve | Ferrari | 1:48.064 |

## Noot
- Dit was het debuut van de Zweedse coureur Slim Borgudd, de Britse coureur Derek Warwick en de Italiaanse coureur (en toekomstig Grand Prix-winnaar) Michele Alboreto.
- Eerste Grand Prix-start voor de Chileense coureur Eliseo Salazar, voor de eerste drie races in 1981 wist hij zich niet te kwalificeren.
- Vijftigste podiumplaats voor een Braziliaanse coureur.
- Vijfde Grand Prix-winst voor Nelson Piquet.

1981 · 1982 · 1983 · 1984 · 1985 · 1986 · 1987 · 1988 · 1989 · 1990 · 1991 · 1992 · 1993 · 1994 · 1995 · 1996 · 1997 · 1998 · 1999 · 2000 · 2001 · 2002 · 2003 · 2004 · 2005 · 2006